# سامن
سامن (بالفارسية: سامن) هي مدينة تقع في إيران في Samen District. يقدر عدد سكانها بـ 4,025 نسمة .